# Friona perliberalis
Friona perliberalis är en stekelart som först beskrevs av Tosquinet 1903.  Friona perliberalis ingår i släktet Friona och familjen brokparasitsteklar. Inga underarter finns listade i Catalogue of Life.